# Prosopis juliflora
A algarobeira (nome científico: Prosopis juliflora (Sw) DC) é uma espécie vegetal arbórea da família Fabaceae (leguminosae), subfamília Mimosoideae. É conhecida também pelos nomes pé-de-algaroba ou algarobo. Está árvore é nativa do Peru. Espécie pouco exigente em água, sobrevive em zonas tropicais áridas, que não chegam a alcançar índices pluviométricos de 100 mm. É estimada pelos moradores do nordeste brasileiro, sendo usada para alimentação dos animais. Devido a pequena exigência em água, comprovada capacidade de se desenvolver em solos de baixa fertilidade e de condições físicas imprestáveis a outras culturas, ganhou a alcunha no meio rural nordestino, de "planta mágica". Seus frutos em forma de vagens são comestíveis e palatáveis, com alto teor de Sacarose.
Ela é considerada uma espécie invasora na Etiópia.

## Características

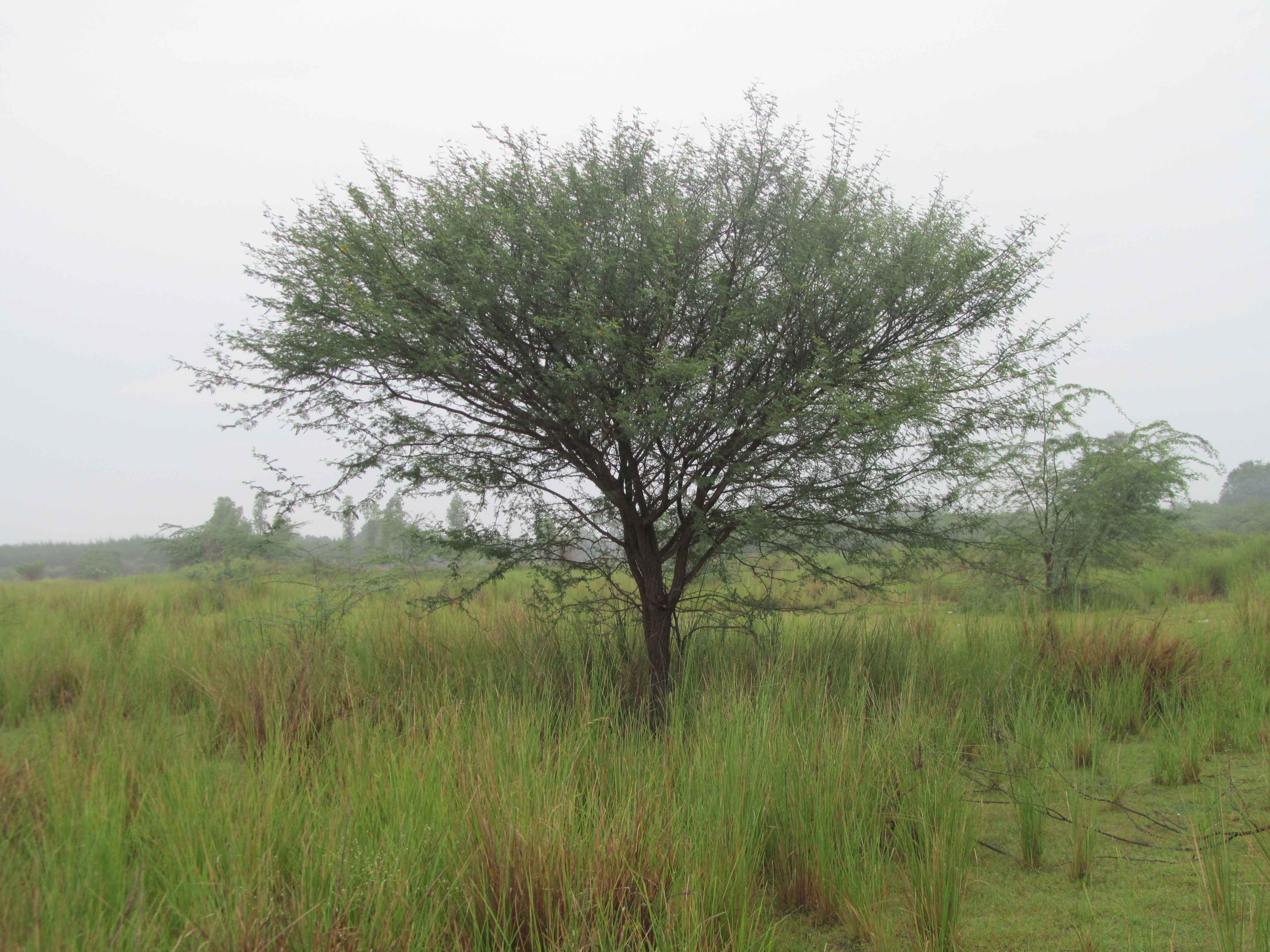
Algarobeira jovem

É uma árvore da família das leguminosas com altura que varia de 4 a 8m, embora em condições ideais possa chegar a 18m. Vegeta desde o nível do mar até 1.500m de altitude, em locais com precipitações entre 150 e 750 milímetros de chuvas por ano. Inicia-se a frutificação aos dois anos.

## Introdução da espécie no Brasil
Originária do deserto do Piúra, no Peru e introduzida no Brasil na década de 40, adaptou-se muito bem à região da caatinga.

### Nordeste brasileiro
As sementes da algarobeira foram introduzidas no nordeste brasileiro em 1942, no município de Serra Talhada, sertão de Pernambuco, por intermédio da Secretaria de Agricultura deste estado, por recomendação de J. B. Griffing, diretor da Escola Superior de Agricultura de Viçosa (Minas Gerais).  
Ao passar pelo Peru, Griffing havia descido no aeroporto de Piura, uma região desértica próxima aos Andes, e ficou admirado com o arbusto que permanecia verde, apesar das poucas chuvas que caíam por ali. Griffing então colheu 34 sementes e as trouxe para o Brasil. Ao passar pelo Recife mostrou-as ao governador Agamenon Magalhães, que mandou plantá-las na Estação Agrícola Experimental de Serra Talhada (PE).
As sementes foram plantadas pelo agrônomo Laurindo Albuquerque e as primeiras mudas tiveram o cuidado do agrônomo Lauro Bezerra, que as transportou para o local definitivo.
Devido a sua excelente adaptação às regiões áridas e semiáridas, a planta se espalhou por todos os estados do nordeste brasileiro, chegando até a ser considerada agressiva ao ambiente nativo em alguns lugares. O seu fruto é utilizado até hoje na alimentação dos animais de criação.

## A falta de Controle da Algarobeira Ameaça a Biodiversidade da Caatinga
O uso irracional do solo, as grandes áreas ocupadas pela mesma espécie para fins alimentícios e pastagens para fornecimento de carne na dieta ocidental e as queimadas associadas à estas são algumas das principais causas da perda de biodiversidade atualmente no planeta, outras podem ser citadas como o uso de transgênicos e os produtos químicos associados à cadeia produtiva destes, além é claro, dos combustíveis fósseis.  
A algarobeira é originária do Peru. No Brasil ela é uma espécie exótica, ou seja, não existia ali no passado e não co-evoluiu com as espécies nativas, por isso não possui inimigos naturais para controlar sua reprodução e crescimento. 
Isto somado ao fato da espécie ter capacidade de desenvolver-se em ambientes secos faz dela uma Espécie Exótica Invasora.
Estudos científicos concluem que a algarobeira  (P. juliflora) forma densos maciços populacionais e compete com as espécies nativas, afetando severamente a composição florística, a diversidade e a estrutura das comunidades autóctones invadidas. Seu desenvolvimento sem controle ameaça a biodiversidade autóctone da caatinga e ecossistemas associados, incluindo espécies da fauna endêmica, como o tatu bola. Cientistas ressaltam a evidente necessidade de controle da referida invasora, que ora ameaça a biodiversidade autóctone da caatinga e ecossistemas associados, pois no semiárido nordestino as áreas invadidas por algaroba já ultrapassam um milhão de hectares.

## Mídia
No episódio 8 da 1ª temporada da série de televisão "Ed Stafford: O Sobrevivente", transmitida no Brasil pelo Discovery Channel, o explorador e aventureiro Ed Stafford utiliza essa planta para se alimentar, para isso comendo sua vargem com sementes.